# Eulithis digna
Eulithis digna là một loài bướm đêm trong họ Geometridae.